# 마크 타페닝
마크 타페닝(Marc Tarpenning, 1964년 6월 1일 ~ )은 미국의 기술사업가이며 2003년에 마틴 에버하드와 공동으로 테슬라를 창립하였다. 마크 타르페닝이라고도 쓴다. 마크 타페닝은 테슬라에서 2008년까지 재무총괄과 엔지니어링 부총재로 역할하였으며 2019년 7월부터 스페로벤처스에서 벤처 파트너로 지내고 있다.

## 생애
마크 타페닝은 1964년 6월 1일에 미국 캘리포니아주 새크라멘토에서 출생하였다. 1982년부터 캘리포니아대학교 버클리에서 컴퓨터공학을 전공하고 1985년에 학사학위를 가졌다.
대학교를 졸업한 뒤에 텍스트론에 취직하여 몇 해 동안 사우디아라비아에서 근무하였으며 그 뒤에는 씨게이트 테크놀로지, 벡텔, 패킷 디자인등 회사들에서 소프트웨어와 펌웨어 개발을 하면서 지냈다. 네트워크 기술회사 패킷 디자인에 근무할 때는 엔지니어링 부총괄 직위에 있었다.
1997년에 타페닝은 마틴 에버하드와 공동으로 뉴보미디어라는 회사를 설립하고 1998년에 e-리더와 로켓북을 런칭하였으며 2000년에 젬스타-TV 가이드 인터내셔넬에 1.87억 달러의 가격으로 양도하였다.
2003년에 마틴 에버하드와 공동으로 테슬라를 창립하였으며 2004년 2월에 일론 머스크가 시리즈 A 라운드 투자에서 650만 달러를 투자하여 이사회 회장을 가지기 전까지 사업자금을 투입하였다. 타페닝은 회사의 재무총괄과 전기 엔지니어링 부총괄을 2008년까지 역할하다가 이직하였으며 그 뒤에는 몇개 회사들에서 어드바이저 또는 고문위원회 멤버로 역할하였다.
현직으로 역할하는 직위로는 푸트헤오 칼리지 고문위원회 멤버, 더누에바스쿨 이사회 멤버, 캘리포니아대학교 버클리의 스카이덱 어드바이저, 클리어패스 로보틱스의 고문위원회 멤버, 창업과 기술을 위한 UC 버클리 슈타르디아 센터고문위원회 멤버, 이노베이트 퍼블릭 스쿨 이사회 멤버, 초기단계 벤처투자 회사 스페로 벤처스의 벤처 파트너 등이 있다. 스페로 벤처스의 벤처 파트너는 2019년 7월부터 합류하였다.